# Emil Szramek
Emil Szramek, właśc. Emil Michael Schramek (ur. 29 września 1887 w Tworkowie, zm. 13 stycznia 1942 w KL Dachau) – błogosławiony i męczennik Kościoła katolickiego, polski duchowny katolicki.

## Życiorys
Emil Szramek urodził się w rodzinie chałupnika Augusta i Josephy z d. Kandziora. Szkołę elementarną ukończył w Tworkowie, gimnazjum w Raciborzu, studia teologiczne na wydziale teologicznym Uniwersytetu Wrocławskiego (1907–1910).

### Kapłaństwo
22 czerwca 1911 z rąk kard. Georga Koppa przyjął święcenia kapłańskie. Pierwszymi placówkami duszpasterskimi były: Miechowice (1911–1912), gdzie miał możliwość zapoznania się z pracami księdza Norberta Bonczyka, i Tychy (1912–1916), gdzie pracował u boku ks. Jana Kapicy. Praca u znanego polityka, ale i wybitnego duszpasterza, zaważyła na jego poglądach politycznych, jak i społecznych. W Tychach ukończył pracę nad doktoratem, który napisał pod kierunkiem Josepha Jungnitza (Das Kollegiatstift zum heiligen Kreuz in Oppeln, Oppeln 1916). W latach 1916–1923 pracował na placówkach w Zaborzu i Mikołowie. Od 1918 związał się ze stowarzyszeniem kulturalno-oświatowym pod nazwą: Towarzystwo Oświaty im. św. Jacka, którego był współzałożycielem i w którym został redaktorem „Głosów znad Odry” (1918–1924). W czasopiśmie tym często bronił prawa Górnoślązaków do używania języka polskiego. Po utworzeniu Administracji Apostolskiej dla Śląska Górnego (1922) został przez ks. Augusta Hlonda powołany na stanowisko kanclerza kurii Administracji Apostolskiej. Po utworzeniu diecezji wszedł w skład kapituły katedralnej, a od 1927 z polecenia biskupa Arkadiusza Lisieckiego zajmował się organizacją budowy katedry. W kurii katowickiej pełnił także funkcję egzaminatora prosynodalnego, członka Consilium Vigilantiae i diecezjalnej komisji konserwatorskiej. W 1926 papież Pius XI powierzył ks. E. Szramkowi parafię Niepokalanego Poczęcia Najświętszej Maryi Panny w Katowicach.
Styl duszpasterstwa uprawianego przez ks. E. Szramka cechowała otwartość i tolerancja, zwłaszcza jeśli chodzi o kwestie narodowościowe. Jako jeden z pierwszych naukowców na Śląsku zaczął głosić tezę o potrzebie większego otwarcia na kontakty między historykami polskimi i niemieckimi. Był daleki od nacjonalizmu, a tym bardziej od wszelkich przejawów szowinizmu. W 1927 został wybrany na prezesa Towarzystwa Przyjaciół Nauk na Śląsku. Równocześnie redagował „Roczniki Towarzystwa Przyjaciół Nauk na Śląsku”. Był jednym z inicjatorów założenia w Katowicach Biblioteki Śląskiej, a następnie przewodniczącym Rady Muzealnej Muzeum Śląskiego w Katowicach. Był znanym bibliofilem i koneserem sztuki. Pisał dużo, interesowała go zwłaszcza biografistyka. Wiele miejsca w swoich badaniach poświęcał także folklorystyce i badaniom nad Śląskiem jako pograniczem kulturowym. Owocem wieloletniej pracy stała się książka, która do dziś nie straciła na aktualności: Śląsk jako problem socjologiczny, Katowice 1934. W przededniu wybuchu wojny sporządził testament, w którym wszystko, co posiadał, rozdał.

### Prześladowanie i męczeńska śmierć
Nazwisko ks. E. Szramka znalazło się na liście proskrypcyjnej Sonderfahndungsbuch Polen i od początku okupacji niemieckiej w związku z Intelligenzaktion Schlesien spotykały go represje ze strony Gestapo. Nie opuścił parafii, a od decyzji niemieckich władz okupacyjnych o wygnaniu odwołał się do najwyższych władz III Rzeszy. 8 kwietnia 1940 został aresztowany i kolejno przebywał w niemieckich obozach koncentracyjnych KL Dachau, Mauthausen-Gusen i ponownie od 8 grudnia 1940 w KL Dachau. W obozie ks. E. Szramek stał się niekwestionowanym przywódcą księży. Podnosił więźniów na duchu, głosił kazania, w których dawał wyraz nadziei na odrodzenie Polski. Wobec prześladowców zachowywał się z godnością i spokojem. Jak wspominają współwięźniowie, miał niezłomny charakter i siłę ducha. Został zamordowany na izbie chorych strumieniami lodowatej wody.

## Ordery i odznaczenia
- Złoty Krzyż Zasługi (20 grudnia 1927)[2]
- Srebrny Wawrzyn Akademicki (5 listopada 1935)[3]

## Beatyfikacja
Beatyfikował go papież Jan Paweł II w 1999 jako jednego ze 108 polskich męczenników II wojny światowej.

## Galeria

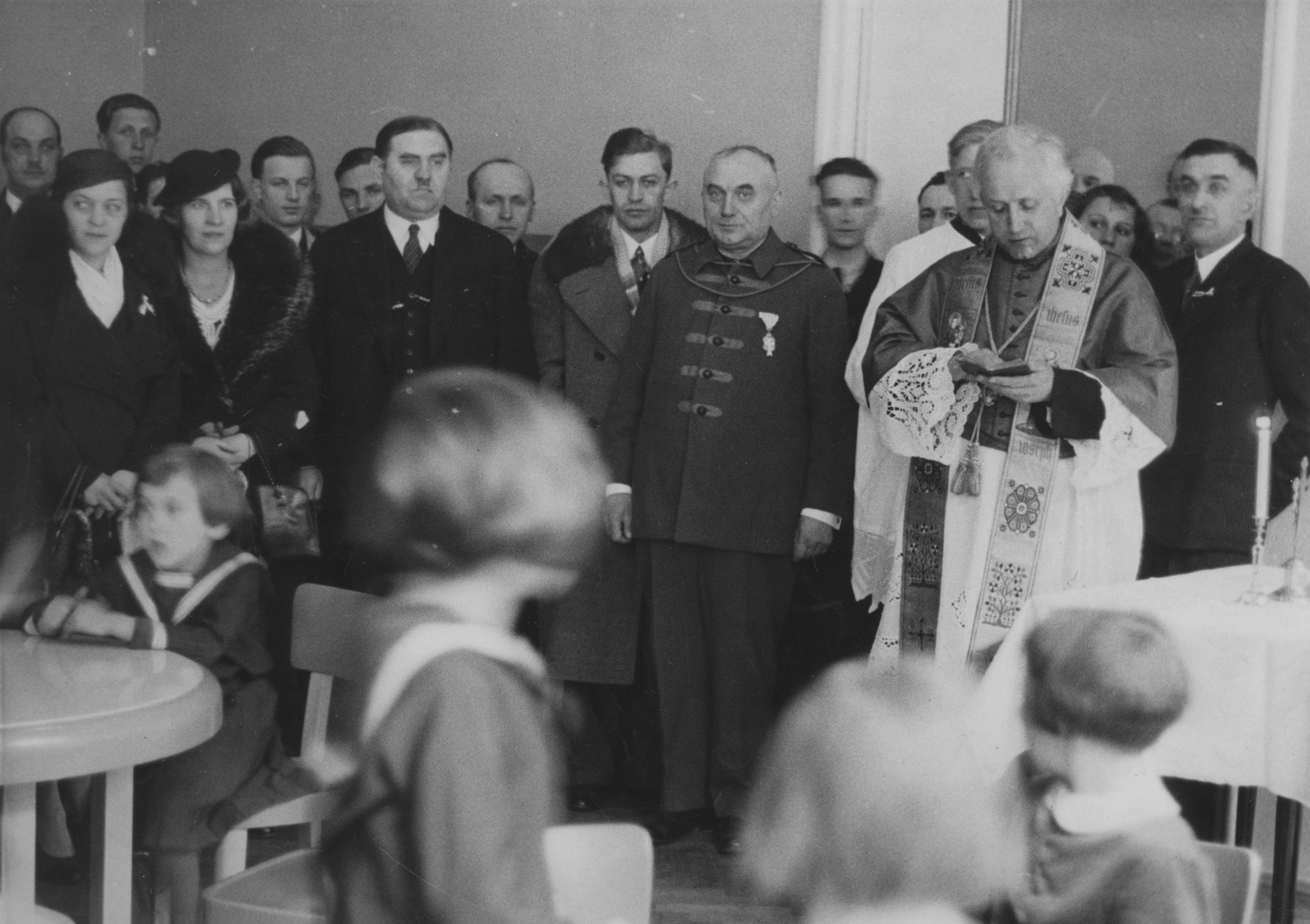
Ks. E. Szramek podczas poświęcenia Domu Oświatowego Towarzystwa Czytelni Ludowych w Katowicach (1934)
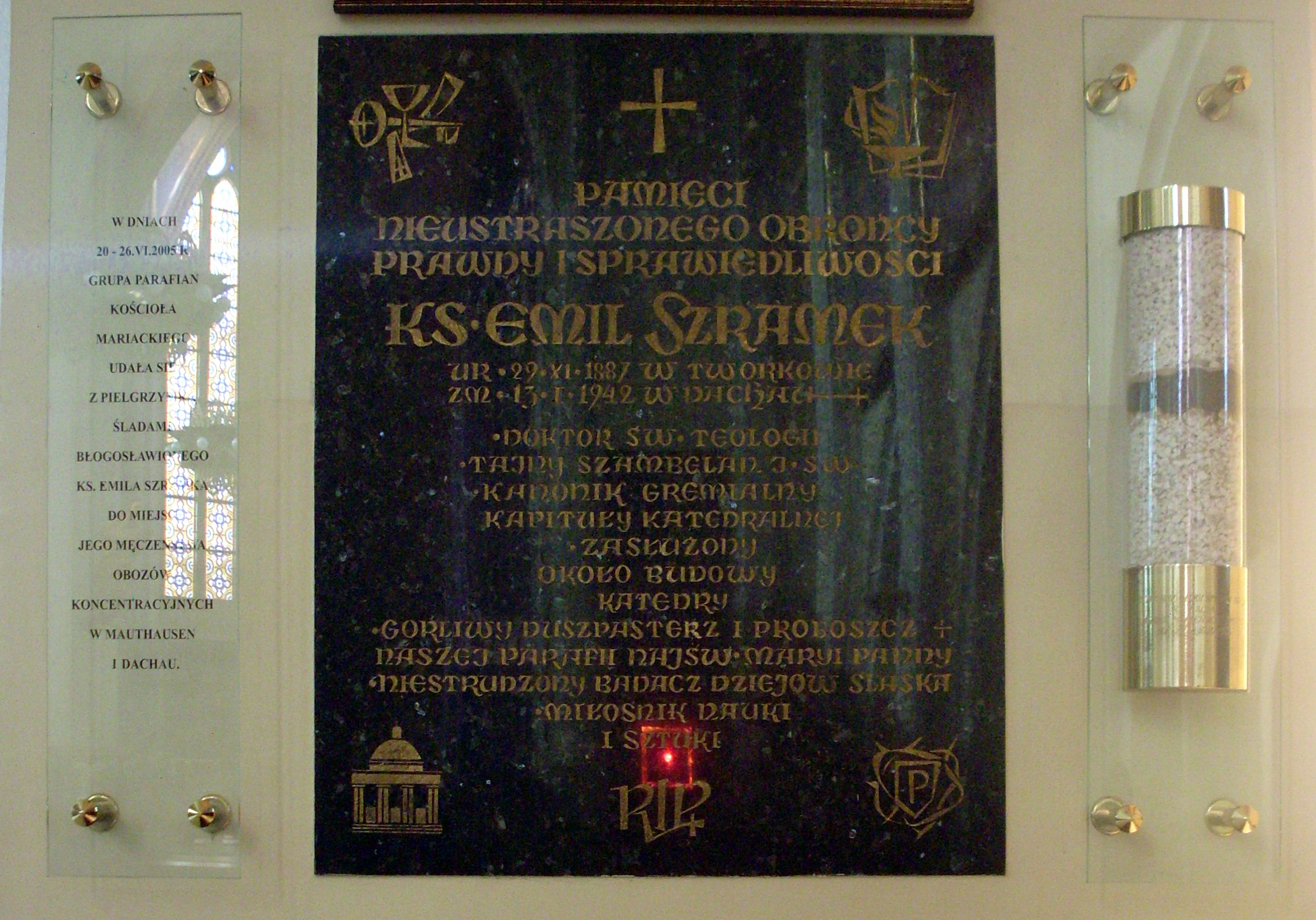
Tablica pamiątkowa w kościele Mariackim w Katowicach
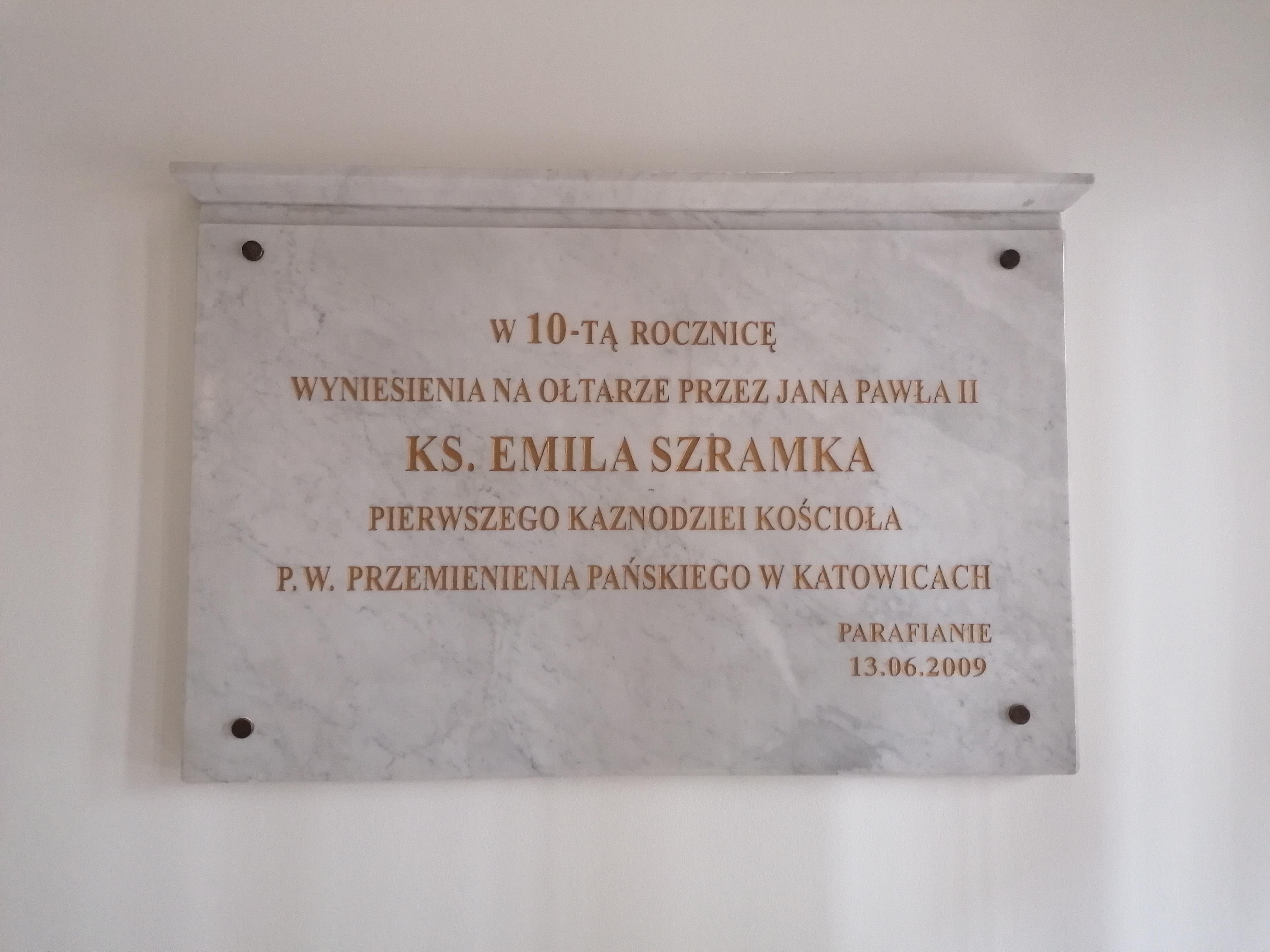
Tablica w kościele Przemienienia Pańskiego w Katowicach
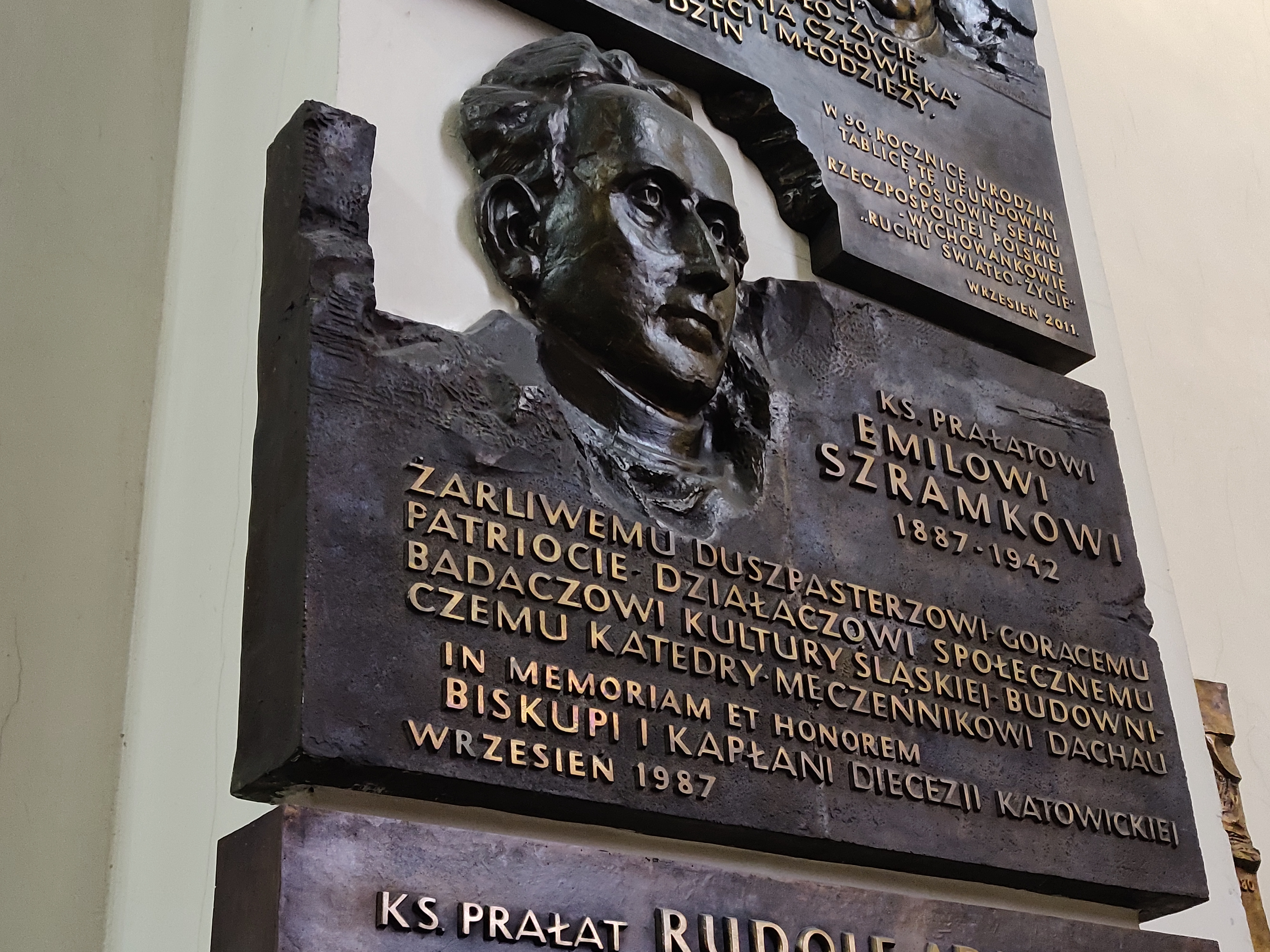
Tablica w katowickiej archikatedrze
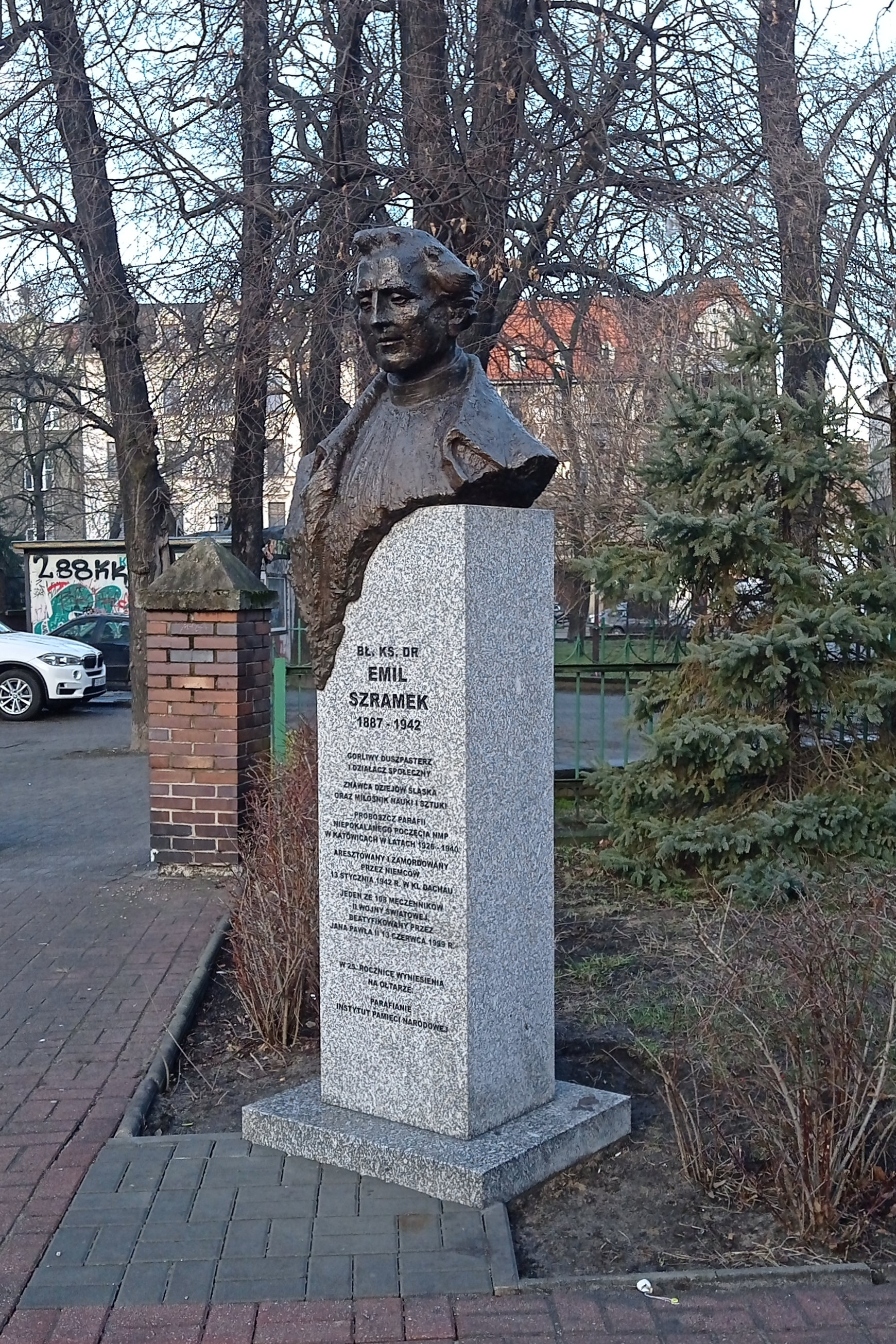
Pomnik przy kościele Mariackim w Katowicach